# Romalina simplex
Romalina simplex är en fjärilsart som beskrevs av M.Gaede 1928. Romalina simplex ingår i släktet Romalina och familjen tandspinnare. Inga underarter finns listade.